# Plaza de Toros Nuevo Progreso
La Plaza de toros Nuevo Progreso es un coso taurino ubicado en Guadalajara en el Estado de Jalisco en México.

## Historia
El principal promotor y primer propietario de la plaza fue Leodegario Hernández (Arandas, Jalisco, 24 de enero de 1920 - 22 de enero de 1987), promotor de espectáculos y empresario. El primer nombre de este recinto fue Plaza Monumental, y fue inaugurada el sábado 4 de febrero de 1967 con una corrida en la que seis toros de la ganadería de José Julián Llaguno fueron lidiados por los matadores Joselito Huerta, Raúl Contreras "Finito", y Manolo Martínez. A los pocos años, Leodegario Hernández pasó por una época de malos negocios, y en 1971 decidió vender la plaza a su competidor, Ignacio García Aceves. Espectáculos Taurinos de México, Sociedad Anónima –actualmente, Espectáculos Monterrey, Sociedad Anónima de Capital Variable (EMSA)–, una compañía cuyo principal accionista fue el empresario multimillonario mexicano Alberto Baillères, es propietaria de la plaza desde 1990.
Entre las últimas faenas taurinas reseñables se encuentran las puertas grandes de César Rincón (2008), los aguascalentenses Diego Sánchez y Arturo Saldivar (2021) y Miguel Aguilar (2022). Además señalar los indultos Perlito de la ganadería San Diego de los Padres por Ignacio Garibay (2013) o de Barquero de la ganadería Arroyo Zarco por Sebastián Castella (2020).

## Descripción
Es una plaza de toros de primera categoría. La plaza tiene capacidad para 16,561 aficionados sentados. Fue construida en 1966 y 1967. El arquitecto José Manuel Gómez Vázquez Aldana realizó el proyecto ejecutivo y trazó los planos para la nueva plaza taurina, que fue diseñada por los arquitectos Leopoldo Torres Águila, Manuel Parga, y Gorki Guido Bayardo, y construida por los ingenieros civiles Mario Quiñones, Alfonso Ortega Pérez, y Mario Fernández.
El coso fue remodelado en 1979 y desde ese año su nombre oficial es Plaza de Toros Nuevo Progreso.
Actualmente es utilizada para corridas de toros, así como para albergar conciertos musicales, y eventos de lucha libre profesional.